# 7418-as mellékút (Magyarország)
A 7418-as számú mellékút egy bő 12 kilométer hosszú, négy számjegyű országos közút Zala vármegye délnyugati peremén, a szlovén határ menti sávban. Rédicstől húzódik egészen Csesztregig, összeköttetést biztosítva az útjába eső települések számára, részint egymással, részint pedig a térség nagy nemzetközi forgalmat bonyolító, ezért az itteni községek és városok belterületeit nagyrészt elkerülő (86-os és 75-ös) főutakkal.

## Nyomvonala
A 75-ös főútból kiágazva indul, annak 67,700-as kilométerszelvényénél, Rédics közigazgatási területének északi szélén, észak felé. Az ellenkező irányban ugyanitt indul ki a főútból a 75 155-ös út, amely Rédics keleti részén keresztül Lendvadedesre vezet, továbbá az abból kiágazó 75 156-os úton lehet eljutni Rédics Dedeskecskés külterületi településrészére, illetve önkormányzati utakon Gosztola községbe is.
Első méterei után Külsősárd területére lép, a község házait 700 méter után éri el, ott északnyugati, majd nyugati irányba fordul, Kossuth utca néven. 1,3 kilométer után kilép a település házai közül, az 1,950-es kilométerszelvényénél pedig – Rédics, Külsősárd és Belsősárd hármashatáránál – keresztezi a 86-os főutat; utóbbi itt nem sokkal a negyedik kilométere után jár.
Kevéssel ezután az út ismét északnak fordul, 2,5 kilométer után keresztez egy patakot, majd a 3. kilométere előtt beér Belsősárd házai közé. 3,6 kilométer megtétele után lép ki a község belterületéről, és egyben a községhatárt is átlépi, innen már a határfalunak számító Resznek területén húzódik.
Resznek község belterületét az ötödik kilométere előtt éri el, a falu déli szélén két éles irányváltása van, de ezután is nagyjából északnak halad; települési neve itt is Kossuth utca, a faluközponttól északra pedig Petőfi utca. 6,3 kilométer előtt már ezen a néven ágazik ki belőle a 74 131-es út, ami Lendvajakabfa központjába vezet. (Bár Lendvajakabfára nem vezet más országos közút, nem tekinthető zsákfalunak, mert önkormányzati úton elérhető Nemesnép felől is; mindkét említett település határfalunak tekinthető, mivel nyugati szomszédjuk, Kebeleszentmárton (Kobilje) már Szlovéniához tartozik.)
Resznek házait 6,8 kilométer után hagyja el az út, s a 7,400-as kilométerszelvénye előtt kicsivel átlép Baglad területére. Ugyanott ágazik ki belőle nyugat felé a 7421-es út, amely Nemesnépre vezet, illetve ezen lehet eljutni a Szentgyörgyvölgy–Kebeleszentmárton határátkelőhelyre is.
7,6 kilométer után ér az út Baglad házai közé, ahol az aránylag rövid belterületi szakasza ellenére három nevet is visel: a falu déli részén Dózsa utca néven húzódik, a központjában Csillag körút a neve, északi részén pedig Ady utca. 8,6 kilométer után már újra külterületen halad, 9,7 kilométer után pedig eléri Baglad és Csesztreg határát. Ott egy darabig a határvonalat követi, de 10,2 kilométer után már teljesen csesztregi területen húzódik.
11,100-as kilométerszelvényénél keresztezi a Sár-berki-patakot, majd Csesztreg belterületének déli szélén beletorkollik a 7416-os útba, annak 10,200-as kilométerszelvényénél. Teljes hossza, az országos közutak térképes nyilvántartását szolgáló kira.gov.hu adatbázisa szerint 12,085 kilométer.

## Települések az út mentén
- Rédics
- Külsősárd
- Belsősárd
- Resznek
- Baglad
- Csesztreg